# Guerre des Goths (248-253)
Pour un article plus général, voir Guerre des Goths.

Les provinces danubiennes entre 106 et 271.

La première étape de cette Guerre des Goths se déroula  en 248 et 249, la deuxième en 253. Elle eut pour théâtre les provinces romaines de Dacie et de Mésie (correspondant approximativement aux actuelles Roumanie, Moldavie et aux régions adjacentes) appartenant alors à l’Empire byzantin.
Lorsque l’empereur Philippe l’Arabe (r. 244-249) décida d’arrêter le paiement du tribut annuel jusque-là versé aux Goths et à leurs alliés vivant au-delà du Danube, le roi Ostrogotha et ses commandants, Argedo et Gundericus, se dirigèrent vers la frontière de l’empire et lancèrent une série d’attaques sur diverses villes dont la ville fortifiée de Marcianopolis (près de l’actuelle Devnya en Bulgarie) en Thrace. Après quoi, les Goths se retirèrent emportant avec eux leur butin de guerre.
Les invasions reprirent en 250 : les Carpes  attaquèrent la Dacie  pendant que le roi goth Cniva à la tête de diverses unités goths et alliées défit les Romains lors de deux batailles. L’empereur Dèce (r. 249-251) devait périr lors de l’une d’elles de même que son coempereur  Herennius Etruscus (r. 251). Son successeur Trébonien Galle (r. 251-253) promit de reprendre le versement d’un tribut annuel si les envahisseurs se retiraient. Il ne tint cependant pas parole, ce qui conduisit à de nouvelles attaques en 253; toutefois le gouverneur et futur  empereur Émilien (r. 253) réussit à mettre un terme à ces raids.

## Contexte historique

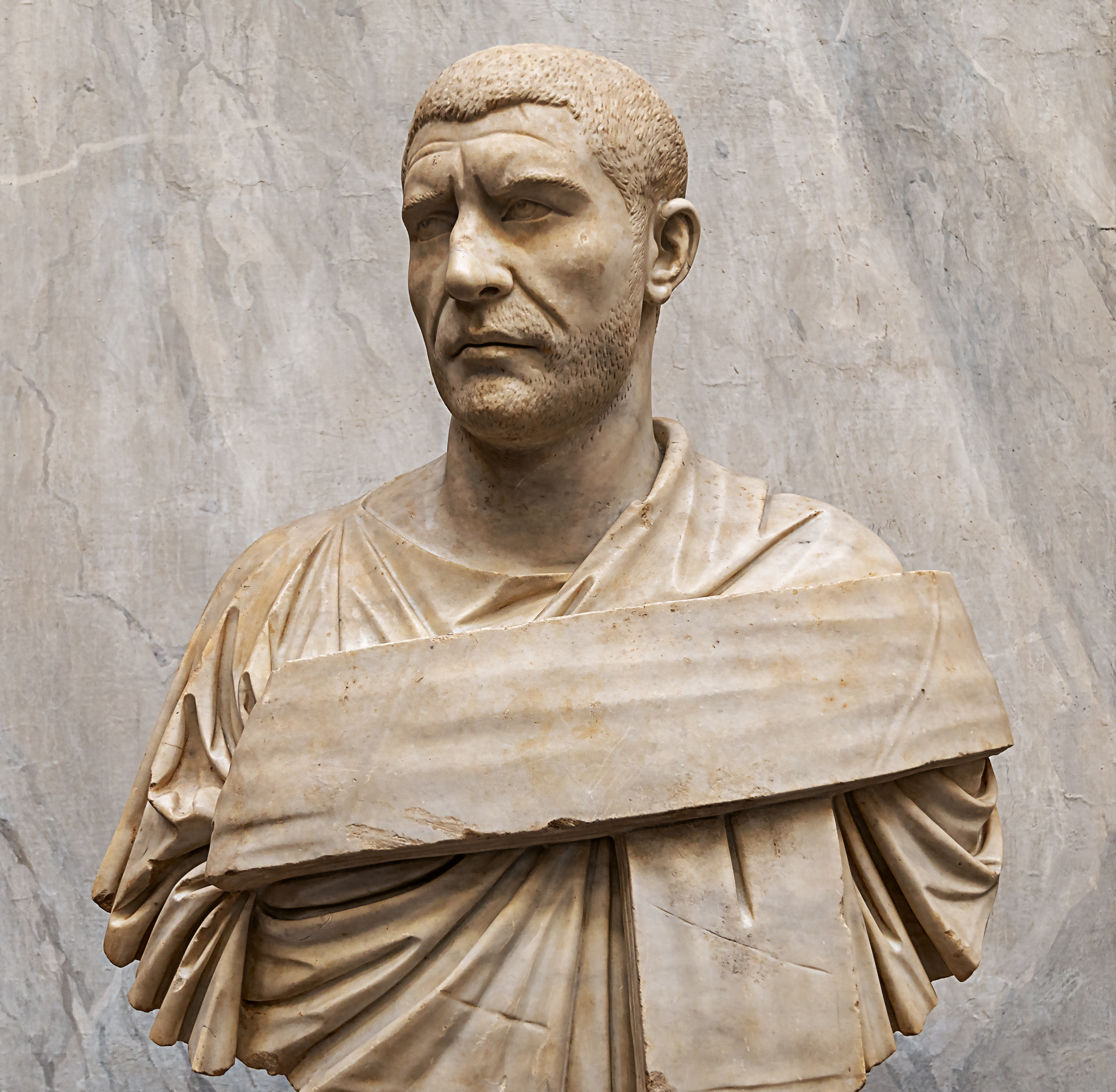
Philippe l’Arabe (244-249) (Musée du Vatican).

Deux facteurs contribuèrent à accroitre le mécontentement des populations vivant au nord du Danube pendant le IIIe siècle et à provoquer cette guerre des Goths. La première et probablement la plus décisive fut les relocations successives de nouveaux villages près de la frontière danubienne à partir de l’empereur Sévère Alexandre (r. 222-235). À cette époque, les anciennes colonies grecques de Olbia et Tiras (aujourd’hui situées en Ukraine) furent détruites par un peuple puissant dont les guerriers ravagèrent la région. Par la suite, au printemps 238, des bandes de ce même peuple à qui l’on donne dans les sources le nom générique de Scythes, traversèrent le pays des Carpes et des Daces pour envahir la Mésie inférieure où ils capturèrent et pillèrent la ville d’Istros (ou Histria dans l'actuelle Roumanie).
Le second facteur fut la décision de l’empereur Philippe l’Arabe, encouragé par ses succès militaires face à l’Empire sassanide de Shapour Ier (r. 240, 242-272), de reconsidérer les relations entre l’Empire romain et l’ensemble des Goths, à la suite de quoi il décida d’arrêter le paiement de tributs annuels instaurés en 238 par Maximin Ier le Thrace (r. 235-238) pour décourager les actions agressives des tribus de la région, ainsi que de suspendre tous les autres accords conclus avec elles.

## Les invasions d’Ostrogotha
Selon le De origine actibusque Getarum de l’historien byzantin Jordanès la suspension du paiement du tribut en 248 conduisit vers la fin de 248 Ostrogotha (litt : « Le père des Ostrogoths » à franchir le Danube à la tête d’une armée composée de Goths et de différents alliés germano-sarmates (Taïfales, Bastarnes, Hasdings et Carpes) estimés par l’auteur à 300 000 hommes  envahit la Mésie et la Thrace. Au même moment l’usurpateur Pacatianus (r. 248) fut acclamé empereur par ses troupes stationnées près du Danube. Selon Jordanès le succès de l’invasion d’Ostrogotha fut surtout dû à la négligence des troupes gardant la frontière danubienne.

## Avènement de Dèce et invasion de Cniva

Les invasions goth de 250-251.

Vers 245, l’empereur Philippe l’Arabe confia au sénateur Gaius Messius Quintus Traianus Decius, ancien gouverneur de Mésie et de Germanie inférieure (le futur empereur Trajan Dèce), le commandement des légions de Pannonie et de Mésie avec comme mission en 248/249 de mettre un terme à la révolte d’un sous-officier de la province de Mésie, Pacatianus, acclamé empereur par ses troupes insatisfaites des résultats de la guerre contre les Carpes,.  La révolte supprimée, Decius fut lui-même acclamé empereur par ses troupes et décida de marcher sur Rome  afin de déposer Philippe. Les deux hommes se firent face près de Vérone en septembre 249 lors d’une bataille où Philippe perdit la vie. Le départ des troupes romaines pour l'Italie laissait cependant un vide dans la région, attirant immanquablement les envahisseurs,. L’année suivante les Carpes envahissaient la Dacie, l’est de la Mésie supérieure et l’ouest de la Mésie inférieure. Au même moment le successeur d’Ostrogotha, le nouveau roi Cniva franchit le Danube à la tête de forces qui semblent avoir inclus des éléments goths, vandales, taïfales ainsi que divers vétérans romains renégats,.
Cniva divisa son armée en deux groupes. Il envoya le premier qui comprenait environ 20 000 hommes attaquer  la Mésie d’abord, à ce moment sans défense, puis Philippopolis en Thrace (aujourd’hui Plovdid en Bulgarie). Pendant ce temps, à la tête de quelque 70 000 hommes, il se dirigea vers Euscia (aujourd’hui Svishtov en Bulgarie). Mais le général Trebonianus Gallus le força à quitter la région pour à se diriger vers Nikopolis. L’empereur Trajan Dèce approchant, le roi goth traversa la chaine du mont Hémus pour rejoindre Philippopolis.
Après le départ de Cniva, Dèce traversa la chaine de montagnes possiblement par le col de Chipka et établit son camp à Beroe (aujourd’hui Stara Zagora en Bulgarie); il devait y être défait lors d’une attaque surprise des Goths. Son armée fut annihilée et il fut obligé de retourner à Euscia où il rencontra Trebonianus Gallus qui y était stationné avec un imposant contingent pour protéger la frontière. Dèce y regroupa les forces de la région et se prépara à de nouveaux affrontements . Pendant ce temps Cniva faisait le siège de Philippopolis qui tomba au cours de l’été. Le roi goth fit alors alliance avec le gouverneur local Titus Julius Priscus, qui se proclama alors empereur.
Le sac de Philippopolis décida l’empereur à agir. Après avoir intercepté divers partisans des barbares et réparé les fortifications du Danube il partit affronter les Goths qui furent alors encerclés par les forces romaines supérieures en nombre et durent retraiter. Mais Cniva qui connaissait le terrain réussit à attirer les Romains en juin 251 dans une zone de marécages située à proximité d’Abrittus-Hizarlak (près de Razgrad en Bulgarie moderne). Il put alors diviser ses forces en petites unités qui encerclèrent les Romains. La manœuvre réussit et l’empereur de même que son fils  et coempereur Herennius Etruscus perdirent la vie,. Pour la première fois un empereur romain était tué en combattant les barbares.

## Dernières invasions et conséquences

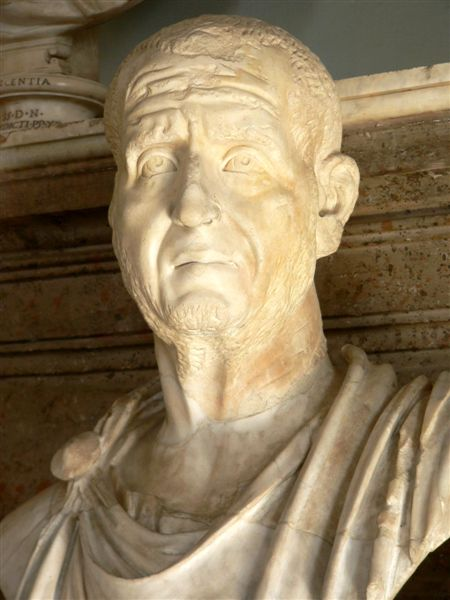
L'empereur Trajan Dèce (Musée du Vatican).

La nouvelle de la mort de Trajan Dèce et de son fils atteignit bientôt les légions du Danube, lesquelles proclamèrent leur propre commandant, Trébonien Galle (r. 251-253) empereur. Celui-ci permit à Cniva de quitter en emportant son butin et ses prisonniers; de son côté Trébonien promit de payer un tribut si les envahisseurs s’engageaient à ne plus envahir le territoire romain,. Mais le gouverneur de Mésie et Pannonie à ce moment, le futur empereur Émilien (r. 253) refusa d’honorer cette promesse. Ce fait, joint à une épidémie de peste (251-270) qui fit périr entre 15% et 30% de la population romaine,, favorisa une nouvelle invasion des Goths de Cniva en Mésie et en Thrace en 253. Émilien réussit toutefois à repousser les envahisseurs au-delà du Danube grâce à des attaques surprises sur leur territoire, mettant ainsi un terme au péril barbare.
Émilien récupéra une large partie du butin pris par les Goths et libéra les citoyens romains capturés précédemment
. À la suite de quoi, ses troupes devaient l’acclamer empereur,.Par la suite, la frontière danubienne demeura en paix pendant quelques années. Mais prenant avantage de l’instabilité politique de l’empire en 256 et 257 une coalition de tribus barbares sous la direction des Carpes envahit la Mésie, saccagea la Thrace et assiégea.
Dans les années qui suivirent les tribus hostiles du bassin danubien conduiront de nouvelles invasions, les plus importantes ayant lieu en 267 et 268 sous la direction des Goths, pénétrant aussi profondément que la mer Égée et dévastant diverses iles et régions côtières. Elles débarquèrent en Macédoine et saccagèrent la Thrace jusqu’à ce qu’elles soient défaites par Gallien (r. 260-268) lors de la bataille de Naissus en 268-269 et finalement par Claude II (r. 268-270).